# Siliguri
Siliguri (pronúnciaⓘ) é uma cidade situada entre os distritos de Darjeeling e Jalpaiguri, no estado indiano de Bengala Ocidental. A cidade está localizada às margens do Rio Mahananda, aos pés da cordilheira dos Himalaias. A cidade dá nome ao Corredor de Siliguri, que liga Bengala Ocidental (e a maioria do território indiano) aos estados do Nordeste da Índia.

## Demografia
Conforme os dados do Censo de 2011, a cidade tinha uma população de 705 579 habitantes; por sua vez, a área da região metropolitana era de 1 057 438. As pessoas do sexo masculino totalizavam 51% da população e as do sexo feminino, 49%. Em Siliguri, 10% da população tem menos de seis anos de idade.
Em função da economia pujante, Siliguri recebeu grande afluxo migratório de Bihar, Jharkhand, norte de Bengala Ocidental, os estados do Nordeste da Índia, Sikkim e de outras partes do país em busca de melhores condições de vida. Siliguri também possui muitos tibetanos e uma população notável de butaneses residentes na cidade
É a terceira maior cidade em Bengala Ocidental depois de Calcutá e Howrah e a segunda maior cidade no nordeste indiano depois de Guwahati.

## História
Siliguri, o portal para o Nordeste da Índia, foi elevado à condição de município em 1949 e se tornou uma corporação municipal (Municipal Corporation) em 1994. É uma das metrópoles que mais crescem no estado e também no país. Siliguri é conhecida pelos 4Ts: Tea (chá), Timber (madeira), Tourism (turismo) e Transport (transporte).

## Transporte
Há três estações ferroviárias servindo a localidade: New Jalpaiguri, Siliguri Junction e Siliguri Town. A estação de New Jalpaiguri, também conhecida como NJP, foi aberta em 1964. A linha Darjeeling Himalayan Railway, conhecida pela operação das composições conhecidas como Toy Train, é a principal atração dessa estação.
O Aeroporto Internacional de Bagdogra (IATA: IXB / ICAO: VEBD) é o aeroporto que serve a cidade de Siliguri.

## Clima
| Dados climatológicos para Siliguri, Bengala Ocidental | Dados climatológicos para Siliguri, Bengala Ocidental | Dados climatológicos para Siliguri, Bengala Ocidental | Dados climatológicos para Siliguri, Bengala Ocidental | Dados climatológicos para Siliguri, Bengala Ocidental | Dados climatológicos para Siliguri, Bengala Ocidental | Dados climatológicos para Siliguri, Bengala Ocidental | Dados climatológicos para Siliguri, Bengala Ocidental | Dados climatológicos para Siliguri, Bengala Ocidental | Dados climatológicos para Siliguri, Bengala Ocidental | Dados climatológicos para Siliguri, Bengala Ocidental | Dados climatológicos para Siliguri, Bengala Ocidental | Dados climatológicos para Siliguri, Bengala Ocidental | Dados climatológicos para Siliguri, Bengala Ocidental |
| Mês                                                   | Jan                                                   | Fev                                                   | Mar                                                   | Abr                                                   | Mai                                                   | Jun                                                   | Jul                                                   | Ago                                                   | Set                                                   | Out                                                   | Nov                                                   | Dez                                                   | Ano                                                   |
| ----------------------------------------------------- | ----------------------------------------------------- | ----------------------------------------------------- | ----------------------------------------------------- | ----------------------------------------------------- | ----------------------------------------------------- | ----------------------------------------------------- | ----------------------------------------------------- | ----------------------------------------------------- | ----------------------------------------------------- | ----------------------------------------------------- | ----------------------------------------------------- | ----------------------------------------------------- | ----------------------------------------------------- |
| Temperatura máxima média (°C)                         | 20                                                    | 22                                                    | 25                                                    | 30                                                    | 31                                                    | 32                                                    | 32                                                    | 31                                                    | 28                                                    | 26                                                    | 24                                                    | 24                                                    | 26,8                                                  |
| Temperatura mínima média (°C)                         | 2                                                     | 8                                                     | 13                                                    | 20                                                    | 24                                                    | 25                                                    | 26                                                    | 25                                                    | 23                                                    | 16                                                    | 8                                                     | 4                                                     | 16,2                                                  |
| Precipitação (mm)                                     | 8                                                     | 18                                                    | 33                                                    | 94                                                    | 300                                                   | 658                                                   | 818                                                   | 643                                                   | 538                                                   | 142                                                   | 13                                                    | 5                                                     | 3 266                                                 |
| Fonte:                                                |                                                       |                                                       |                                                       |                                                       |                                                       |                                                       |                                                       |                                                       |                                                       |                                                       |                                                       |                                                       |                                                       |